# Knipowitschia punctatissima
Knipowitschia punctatissima — вид риб родини Gobiidae. Ендемік Італії. Його природні місця помешкання — річки і прісноводні джерела. Знаходиться під загрозою зникнення.